# 110-та окрема мотострілецька бригада (РФ)
110-та окрема гвардійська мотострілецька ордена Республіки бригада (110 ОМСБр, в/ч 08826) — незаконне збройне формування, входить до складу 1-го армійського корпусу Російської Федерації. Формально підпорядковане організації «ДНР».

## Історія
Попередником бандформування є так звана «Республіканська гвардія ДНР», утворена 12 січня 2015 року указом ватажка «ДНР» Олександра Захарченка. Формування відбувалося під час Дебальцевської битви.
15 серпня 2015 р. Республіканська гвардія перейшла у підпорядкування Першого армійського корпусу ДНР. На момент 2022 року була у Мар'їнці та воювала проти ЗСУ.
Бригада брала участь у бойових сутичках на західній околиці Донецька від Мар'їнки до Пісок.
У січневих боях 2017 року під Авдіївкою втрати 1-го батальйону 100-ї бригади оцінюються в дев'ять убитих та до тридцяти поранених, серед яких був і комбат Іван Балакай на прізвисько «Грек».
Наприкінці 2022 року, як і всі формування псевдореспублік Донбасу, офіційно інтегрована до складу Сухопутних військ Росії, та підпорядкована 8-ї загальновійськової армії. У ході реорганізації бригада змінила нумерацію та отримала нинішню назву — 110-та гвардійська мотострілецька бригада. 11 грудня 2022 року нагороджена орденом Донецької Народної Республіки.
Протягом 2023 року бригада воювала переважно поблизу Невельського разом із 9 ОМСБр.

## Склад
Тактична група "Купол", 100-а ОМСБр РГ:
- Управління
- 1-й мотострілецький батальйон
- 2-й мотострілецький батальйон
- 3-й мотострілецький батальйон
- танковий батальон
- гаубичний самохідно-артилерійський дивізион
- гаубичний артилерійський дивізион
- протитанкова артилерійська батарея
- рота РХБЗ
- інженерно-саперна рота
- рота зв'язку
- медична рота
- рота технічного забезпечення
- рота матеріального забезпечення

На озброєнні: 10 од. Т-72 і Т-64, БМП-2 і БТР-80, 18 од. 122-мм самохідних гаубиць 2С1 "Гвоздика", 18 од. 122-мм Д-30, 18 од. 120-мм мінометів, 4 од. 100-мм гармат МТ-12 "Рапіра".

## Втрати
З відкритих джерел відомо про 49 вбитих бійців бригади на Донбасі до повномасштабного вторгнення РФ і щонайменш 10 — після початку повномасштабної війни: